# 점성술의 쇠퇴
점성술에서 한 행성이 고양의 별자리의 정반대편의 위치에서 점성술의 쇠퇴(占星術之 衰退, Astrological fall)라고 부른다. 고양이 행성의 각성 위치인데 반해, 쇠퇴는 행성이 표현하는 모든 것을 포함한 기능에 관해서 약한 위치이다.
행성의 쇠퇴의 별자리는 다음과 같다.
- 태양: (양자리에서 고양되며) 천칭자리에서 쇠퇴한다.
- 달: (황소자리에서 고양되며) 전갈자리에서 쇠퇴한다.
- 수성: (처녀자리에서 고양되며) 물고기자리에서 쇠퇴한다.
- 금성: (물고기자리에서 고양되며) 처녀자리에서 쇠퇴한다.
- 화성: (염소자리에서 고양되며) 게자리에서 쇠퇴한다.
- 목성: (게자리에서 고양되며) 염소자리에서 쇠퇴한다.
- 토성: (천칭자리에서 고양되며) 양자리에서 쇠퇴한다.

## 참고
- http://www.astro.com/